# Basilica della Santissima Annunziata (Ispica)

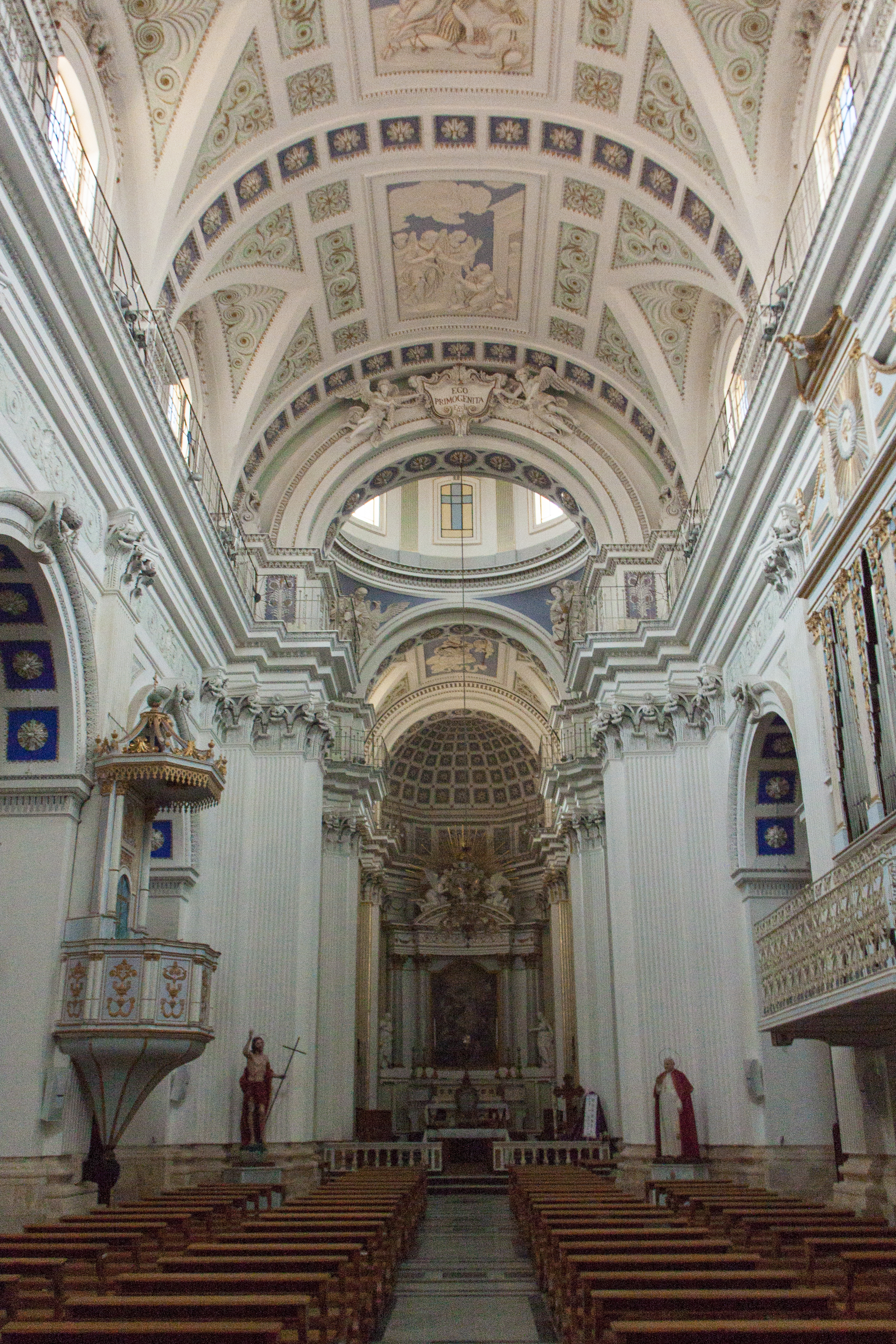
Navata.

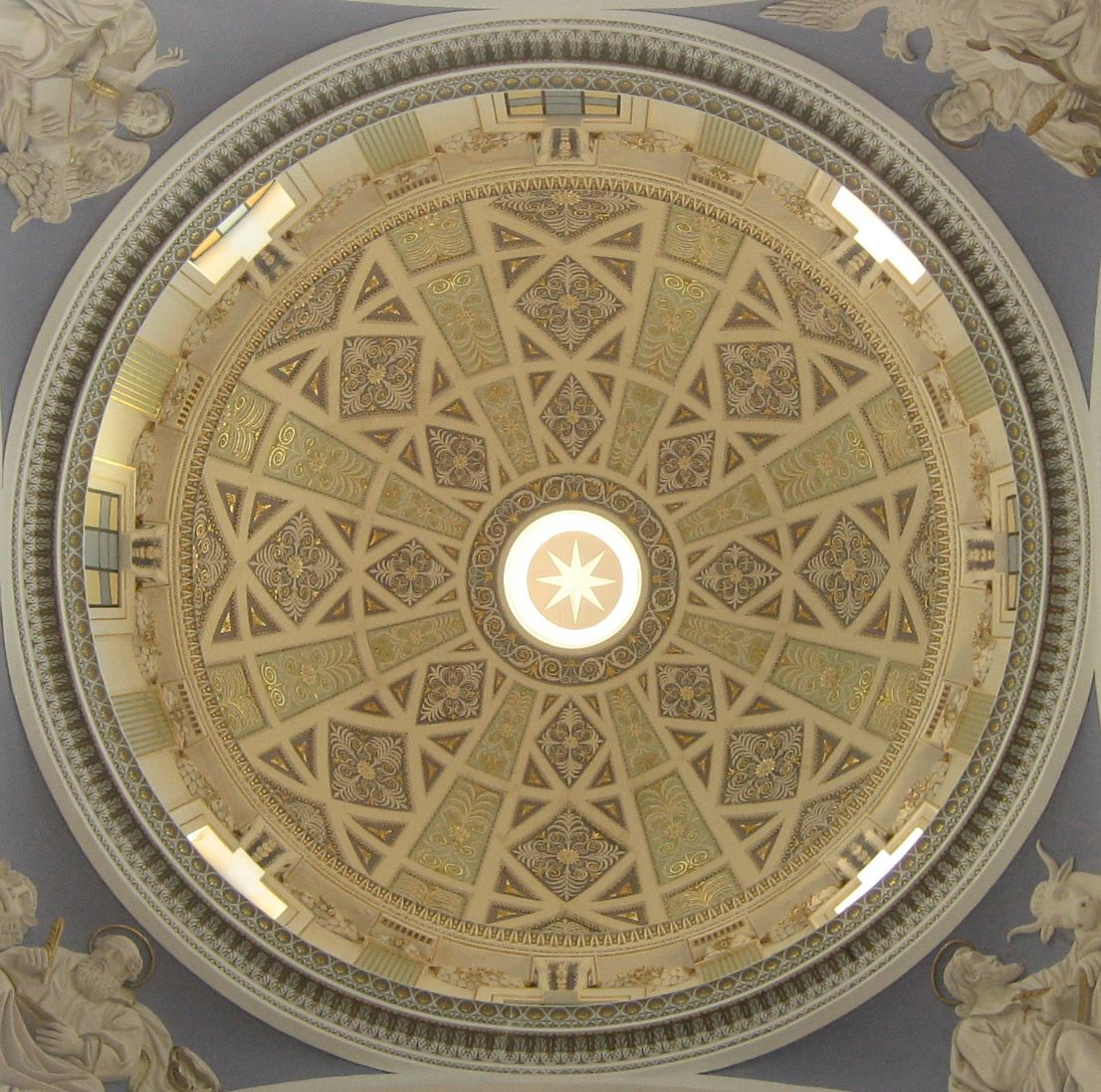
Cupola.

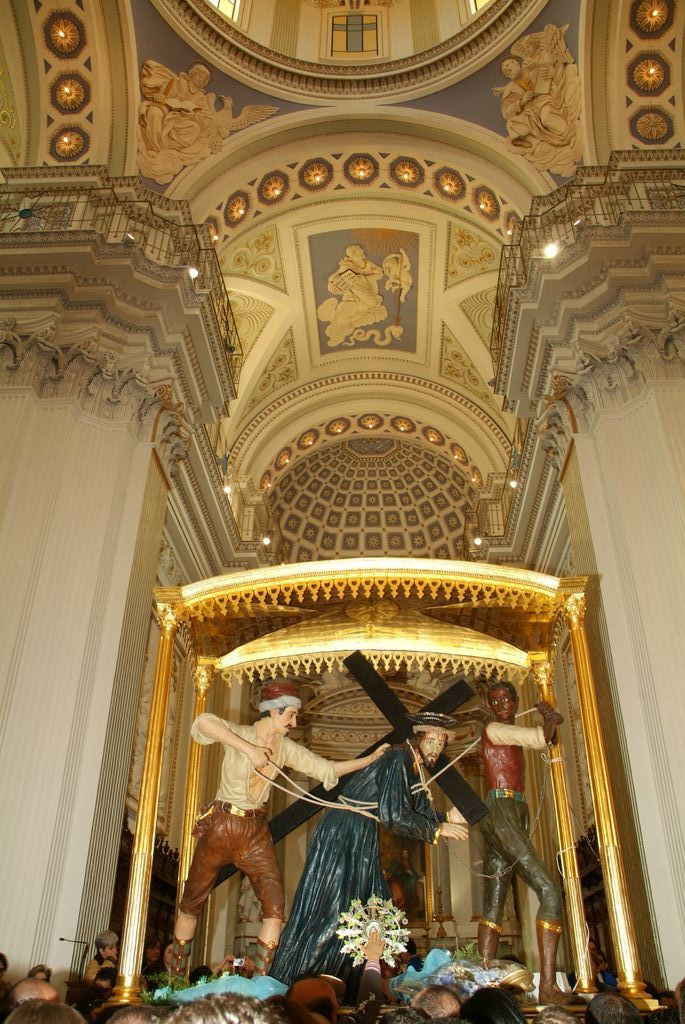
Cristo con la croce.

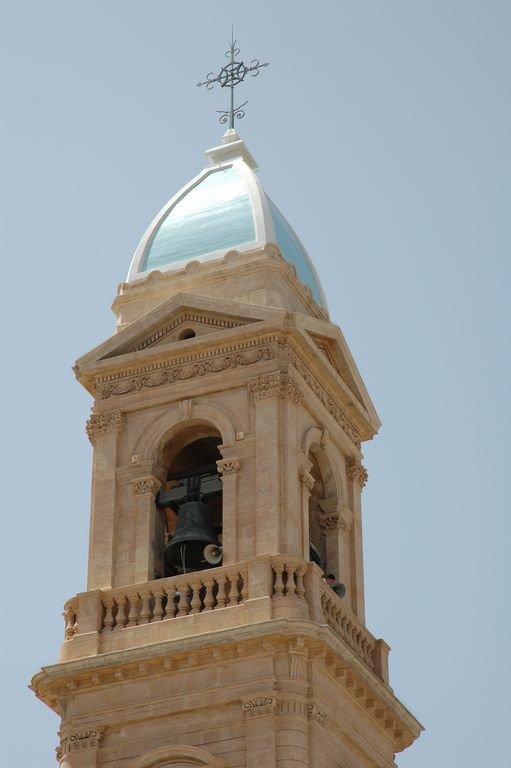
Campanile della chiesa.

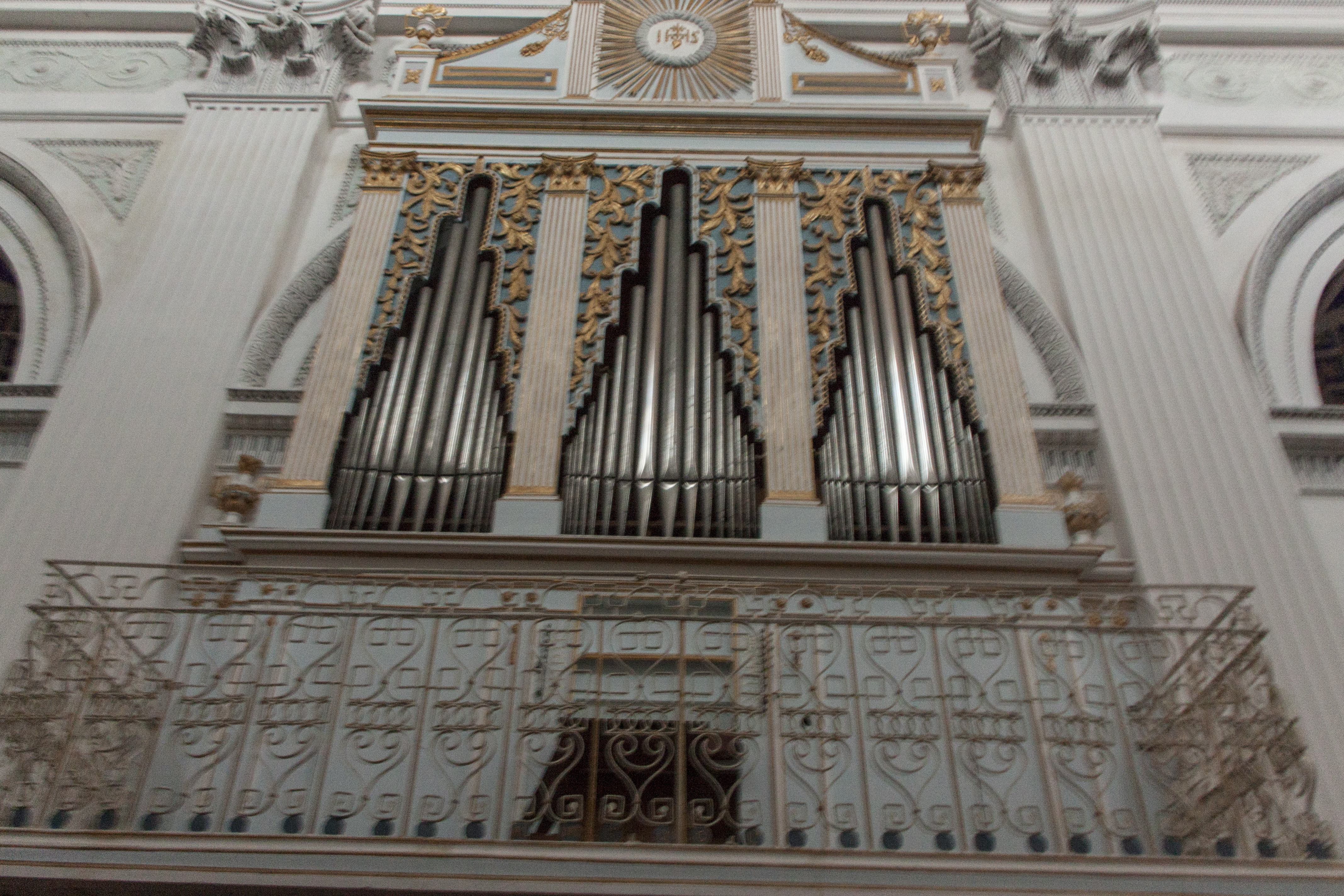
Organo.

Panorama notturno.

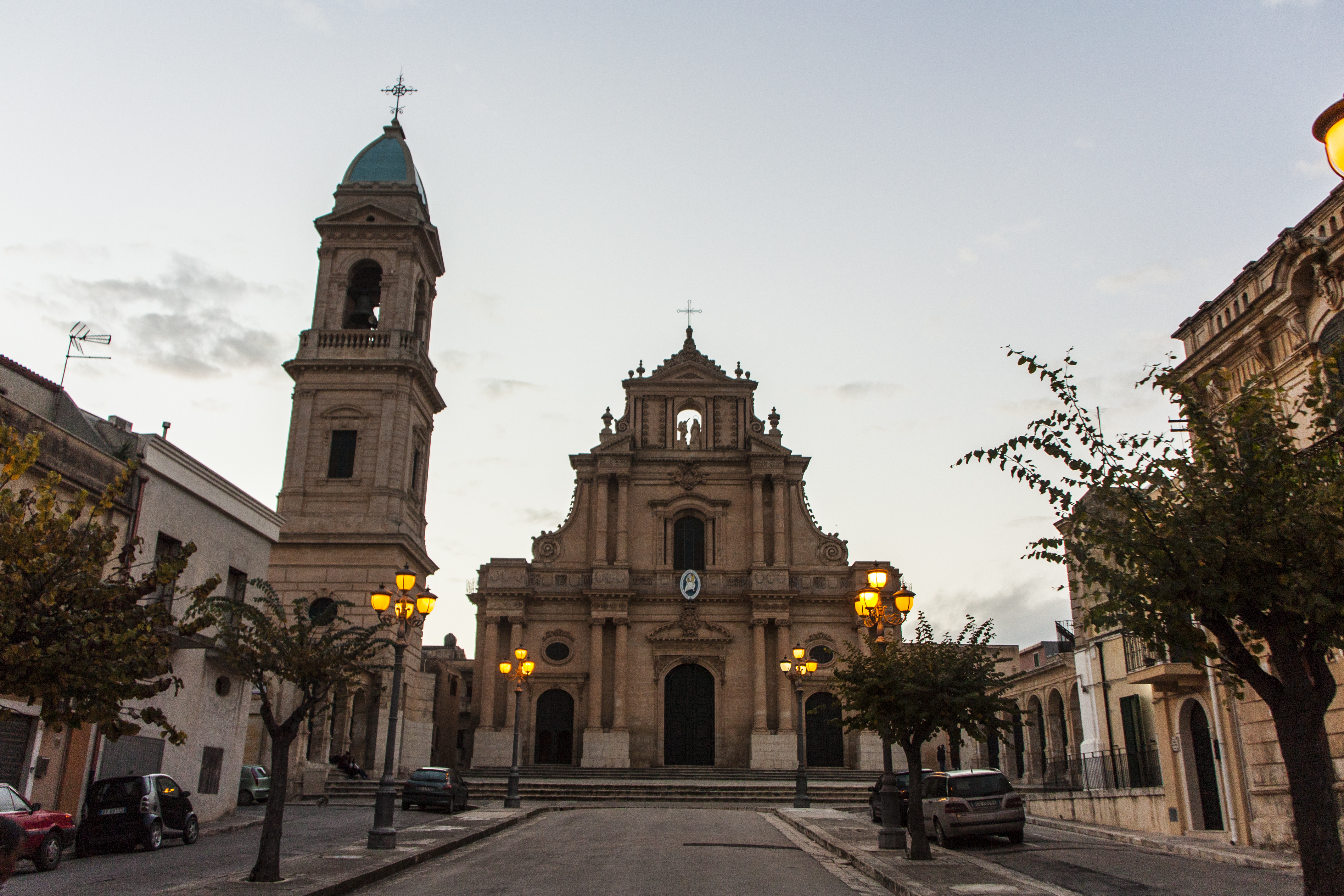
Panorama.

La basilica della Santissima Annunziata è una chiesa di Ispica (RG) Sicilia costruita dopo il terribile terremoto del 1693 che sconvolse la Sicilia orientale.

## Storia
Dopo il terremoto che distrusse l'antico tempio presente all'interno del castello della forza (Fortilitium), anch'esso andato distrutto, fu provvisoriamente allestita una baracca di legno. Questa dopo la costruzione dell'attuale chiesa, fu intitolata a San Francesco di Paola e andò distrutta dopo il 1791.
La prima pietra della nuova chiesa fu posta il 21 ottobre 1703 e i lavori durarono ininterrottamente per oltre 15 anni, grazie ai contributi di principi e dei signori del Fortilitium ed in particolare grazie al principe Francesco V Statella, allora feudatario in carica dello Stato di Spaccaforno, al quale si deve anche la ricostruzione di gran parte della città e delle altre chiese.
La consacrazione avvenne il 23 marzo 1720.
Nel gennaio del 1727 un altro sisma divaricò l'arcata maggiore che venne rifatta per evitare il crollo. Nel 1779 iniziarono i lavori di stucco di cui tuttora è possibile ammirarne la bellezza.
Il 23 marzo 1869, martedì santo, cadde il prospetto della chiesa per imprudenti lavori di restauro e quindi si rese necessario presentare immediatamente il progetto della nuova facciata. Un progetto venne ideato da un fabbro locale e un altro venne in seguito fatto nel 1874 dall'ingegnere avolese Salvatore Rizza, ma la costruzione fu affidata allo scalpellino Carlo di Gregorio. I lavori durarono circa otto anni prevedendo la costruzione del campanile.

## Esterno
Si pensa che il disegno originario appartenga all'architetto netino Rosario Gagliardi. La prima facciata era completamente differente dall'attuale, molto simile alla cattedrale di Noto con schema a due piani, dove ai lati si ergevano due campanili raccordati da volte.
Dopo il crollo del 1869, la nuova facciata fu progettata basandosi sul Palladio e sul Vignola. Per ragioni economiche si passò da cinque a quattro arcate e la lunghezza della navata si ridusse (53m x 27m - 5 campate, ridotte a 47m x 29,20m (30m di altezza) - 4 campate).
È ripartita in tre ordini. Nel primo costituito da otto colonne binate in stile ionico poste sopra alti plinti in calcare a delimitare ciascun varco. Completano due oculi ovali con cornici e grate in corrispondenza delle entrate minori, il portale principale e incorniciato da un timpano ad arco spezzato con stemma intermedio. Separa i primi due livelli uno spesso cornicione - marcapiano con dadi aggettanti in corrispondenza della coppia di colonne binate dell'ordine superiore. Il secondo ordine, in stile corinzio, è caratterizzato da un finestrone in vetro a sua volta delimitato da coppie di colonne binate. Due grandi vele con volute a ricciolo raccordano i due ordini, alle estremità sono presenti dei vasi a conca. Il terzo ordine è la parte intermedia del timpano spezzato delle colonne binate del secondo. La finestra è decorata con grandi rose scolpite. In un primo tempo si lasciò aperta questa finestra centrale, per ottenere l'effetto di trasparenza del cielo azzurro, ma nel 1960 si preferì collocare una statua dell'Annunciazione, opera di uno scalpellino locale Giuseppe Nobile. Completano decorazioni a volute, vasotti, chiude la prospettiva un frontone di piccole dimensioni, palle, pinnacoli e croce apicale.
Il primo campanile fu costruito nella parte posteriore della chiesa, ma risultando inadatto alla propagazione del suono fu demolito e ricostruito nella parte anteriore nel lato sinistro su progetto dell'ingegnere Vincenzo Tomasi. I lavori furono iniziati e interrotti molte volte a causa dei costi di costruzione e terminarono definitivamente nel 1954 con la costruzione dell'attuale volta e la sistemazione della campana più antica risalente al 1811.
Fanno ala due sezioni di loggiato risalente ai primi dell'Ottocento e fino alla fine del secolo utilizzato per la fiera di Pasqua, poi abbandonata.

## Interno
L'edificio è a croce latina e la navata centrale comprende quattro arcate con volta a botte e all'incrocio del transetto si erge la maestosa cupola. Il pregio artistico della basilica è costituito dagli stucchi del palermitano Giuseppe Gianforma, lo stuccatore più importante del Settecento siciliano. Si contano 13 grandi pannelli di stucco, in basso ed alto rilievo, che decorano la navata centrale, il transetto e il cappellone. Sull'articolato cornicione si sviluppa un camminamento protetto da corrimano in ferro battuto. Lungo il soffitto delle navate laterali si articolano due teorie di cupolini, recanti assieme all'interno della cupola della crociera, una fitta trama di decorazioni geometriche, i colori predominati sono il bianco dello strucco, il blu lapislazzuli, il turchese e il verde acquamarina.
All'ingresso lo stemma del vescovo di Noto Giovanni Blandini raffigurante aquila bicipite coronata su cartiglio, sormontata da drappo con galero e fioccature di 12 nappe di colore verde. Sull'arco trionfale lo stemma sorretto da angeli recante l'iscrizione latina "EGO ... PRIMOGENITA", tratta dall'Ecclesiaste. Nei pennacchi della cupola sono raffigurati gli evangelisti coi rispettivi simboli iconografici. I grandi quadroni in alto rilievo raffiguranti l'Adorazione dei Pastori e l'Adorazione dei Magi nel presbiterio. Lungo gli assi delle navate le scene del Vecchio Testamento: Giuditta e Oloferne, Gedeone col Vello, Giaele e Sisara, Abramo e i tre angeli, Davide e Golia, Abramo e Isacco, Isaia e la profezia.

### Navata destra
- Prima campata: Altare delle Anime Purganti. Sulla sopraelevazione fra colonne tortili è custodito il dipinto raffigurante le Anime Purganti.
- Seconda campata: Altare di San Giovanni Bosco. Nella nicchia sormontata da timpano e delimitata da angeli e volute, è custodita la statua raffigurante San Giovanni Bosco.
- Terza campata: varco laterale destro. Nell'arcata con fronte verso la navata è collocata la cantoria e l'organo di Francesco Andronico.
- Quarta campata: Altare del Santissimo Crocifisso. Fra coppie di colonne tortili è collocato un Crocifisso su arcata - reliquario, ai lati le statue raffiguranti Maria Addolorata e San Giovanni Evangelista.

### Navata sinistra
- Prima campata: Altare del Battesimo di Gesù. Sulla sopraelevazione fra colonne tortili è custodito il dipinto raffigurante il Battesimo di Gesù, alla base il fonte battesimale, area delimitata da cancellata in ferro battuto.
- Seconda campata: Altare di San Vincenzo Ferreri. Nella nicchia sormontata da timpano con volute spezzate, con stele e stemma intermedii, delimitata da allegorie in stucco, è custodita la statua raffigurante San Vincenzo Ferreri.
- Terza campata: varco laterale sinistro.
  - Pulpito con cupolino ligneo addossato al pilastro.
- Quarta campata: Altare di San Vito. Nella nicchia sormontata da timpano con volute a riccioli e delimitata da angeli, è custodita la statua raffigurante San Vito Martire.

### Transetto
- Absidiola destra: Cappella del Santissimo Sacramento.[6] Cassa delle reliquie in argento.
  - Braccio transetto destro: Cappella del Santissimo Cristo con la Croce. Nell'edicola dell'altare è custodita l'immagine del Santissimo Cristo con la Croce. L'ambiente presenta un'architettura convessa costituita da coppie di colonne delimitate esternamente da figure allegoriche in stucco policromo, opera di Giovanni Gianforma del 1773. Il monumentale timpano è animato dalla figura centrale della Vergine attorniata da una moltitudine di angeli e putti.
- Absidiola sinistra: Cappella dell'Immacolata Concezione.
  - Braccio transetto sinistro: Cappella del Cristo Risorto. Nell'edicola dell'altare è custodita l'immagine del Cristo Risorto. Entrambi i simulacri sono oggetto di particolare devozione durante i riti della Settimana Santa. L'architettura convessa richiama lo stile della cappella frontale anch'essa costituita da coppie di colonne e delimitata esternamente da figure allegoriche in stucco policromo, anch'essa opera di Giovanni Gianforma del 1773. Il monumentale timpano è animato dalla figura centrale di Dio Padre Onnipotente attorniata da una moltitudine di angeli e putti.

### Altare maggiore
L'architettura della sopraelevazione segue l'andamento concavo del carino absidale. Coppie di colonne ioniche con capitelli corinzi sostengono un timpano ad arco, aggettante nella parte centrale. All'esterno due candide figure allegoriche, in alto una coppia di angeli sorregge uno stemma con simboli mariani sormontato da putto e corona, il tutto contornato da una magnifica raggiera dorata. Al centro del manufatto campeggia il dipinto raffigurante l'Annunziata, olio su tela, attribuzione a Vito D'Anna. Al di sopra degli scranni lignei del coro due grandi rilievi in stucco raffiguranti l'Adorazione dei Pastori e l'Adorazione dei Magi.

## Confraternita
Arciconfraternita della Santissima Annunziata: Sodalizio attestato presso il luogo di culto. Fondato nella primitiva chiesa di Spaccaforno nella seconda metà del XV secolo.

## Sacrestia
- ?, Sant'Andrea Avellino, dipinto.
- 1550, Annunciazione, dipinto su tavola, attribuzione a Francesco Cardillo.

## Opere
- ?, Adorazione dei Magi.
- 1607, Maria Regina, dipinto su tela.
- 1700, Sant'Anna e Maria Bambina, dipinto su tela.